# Takuya Hirai

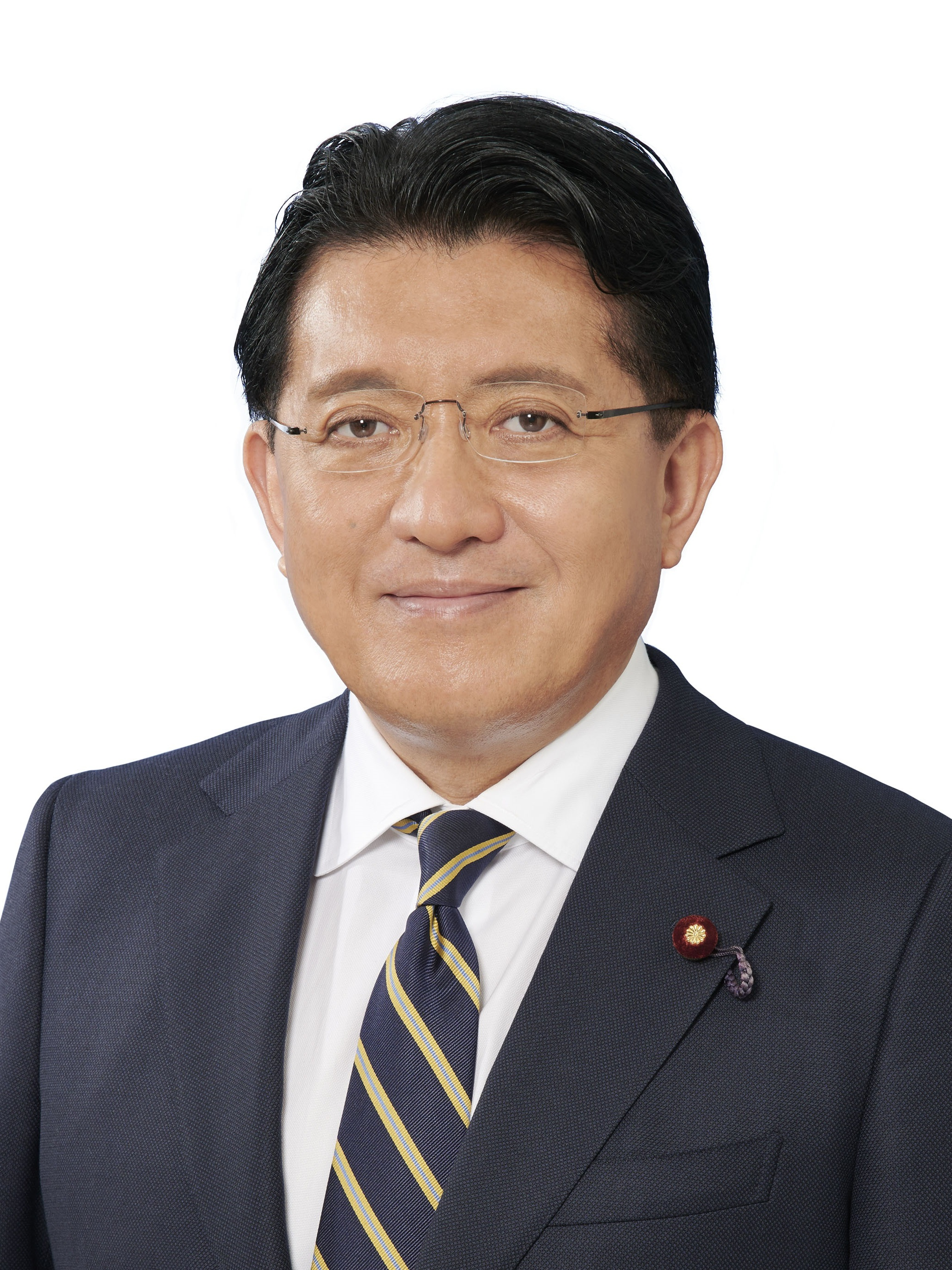
Takuya Hirai, 2020

Takuya Hirai (jap. 平井 卓也 Hirai Takuya; * 25. Januar 1958) ist ein japanischer Politiker der Liberaldemokratischen Partei und Mitglied des Repräsentantenhauses, dem Unterhaus der Nationalversammlung, für den Verhältniswahlblock Shikoku. Der in der Stadt Takamatsu, Präfektur Kagawa, geborene Absolvent der Sophia-Universität wurde im Jahr 2000 als Mitglied der Neuen Fortschrittspartei im Wahlkreis 1 von Kagawa erstmals gewählt, nachdem er 1996 erfolglos als Unabhängiger kandidiert hatte. Später trat er der LDP bei.
Bevor er in die Politik ging, war er Mitarbeiter von Dentsū und später Präsident von Nishinippon Broadcasting (engl. für Nishi-Nippon Hōsō), das ihm und seiner Familie gehört. Er ist der Sohn von Takushi Hirai, Mitglied für Kagawa im Senat, dem Oberhaus der Nationalversammlung, und Enkel von Tarō Hirai, Senator für den landesweiten SNTV-Wahlkreis und später für Kagawa.
2018 wurde er zum unter anderem für Digitalisierung zuständigen Minister beim Kabinettsbüro im umgebildeten vierten Kabinett Abe ernannt, und blieb auch im nachfolgenden Kabinett Suga im Amt.  Am 1. September 2021 wurde er mit der Einrichtung der Digitalagentur (engl. für die Digital[isierungs]behörde) zum ersten eigenständigen „Digitalminister“ (digital-daijin, デジタル大臣).
2024 verlor Hirai zum dritten Mal nach 2009 und 2021 den FPTP-Wahlkreis Kagawa 1 an Jun’ya Ogawa (zuletzt KDP), gewann aber mit knappen Niederlagen jeweils einen LDP-Sitz im PR-Block Shikoku. Seit 2023 führt er unter den Parteivorsitzenden Kishida und Ishiba wie zuvor bereits von 2017 bis 2018 unter Abe die Hauptabteilung für Öffentlichkeitsarbeit (kōhō-honbu) der LDP.